# Lázár (keresztnév)
A Lázár héber eredetű férfikeresztnév. Az El(e)azár név görög rövidüléséből, illetve ennek a latin Lazarus formájából származik, jelentése: Isten (meg)segít(ett). A bibliai Újszövetségben a Lázár név Lukács és János evangéliumában is szerepel. Előbbiben Jézus mint beteg koldust említi a példázatában, utóbbiban Jézus barátjaként jelenik meg, akit Jézus feltámasztott a halálból.

## Rokon nevek
- Lázó:[1] a Lázár régi magyar becenevéből önállósult.[2]

## Gyakorisága
Az 1990-es években a Lázár és a Lázó szórványos név, a 2000-es években nem szerepelnek a 100 leggyakoribb férfinév között.

## Névnapok
Lázár, Lázó
- február 23.[2]
- november 7.[2]
- december 17.[2]
- december 27.[2]

## Híres Lázárok, Lázók
„Lázár” utónevű személyek szócikkeinek listája a Wikidata alapján